# Eocenchrea parda
Eocenchrea parda är en insektsart som beskrevs av Ronald Gordon Fennah 1969. Eocenchrea parda ingår i släktet Eocenchrea och familjen Derbidae. Inga underarter finns listade i Catalogue of Life.